# Iltjan Nika
Pour les articles homonymes, voir Nika (homonymie).
Iltjan Nika, né le 23 mars 1995 à Pukë, est un coureur cycliste albanais.

## Biographie
En terminant troisième du championnat du monde sur route juniors en 2013, il devient le premier Albanais médaillé aux championnats du monde de cyclisme.

## Palmarès
- 2013
  -  Champion d'Albanie sur route juniors
  -  Champion d'Albanie du contre-la-montre juniors
  - 3e du Trofeo Figros
  -  Médaillé de bronze au championnat du monde sur route juniors
- 2014
  -  Champion d'Albanie du contre-la-montre
  - 2e du championnat d'Albanie sur route
- 2015
  -  Champion d'Albanie sur route espoirs
  -  Champion d'Albanie du contre-la-montre espoirs
- 2016
  - 2e du championnat d'Albanie sur route
  -  Médaillé d'argent du championnat des Balkans sur route
  - 2e de la Balkan Elite Road Classics
- 2017
  -  Champion d'Albanie du contre-la-montre
  -  Champion d'Albanie sur route espoirs
  - 2e du Gran Premio Sportivi Poggio alla Cavalla

## Classements mondiaux
| Année           | 2014 | 2015 | 2016 |
| --------------- | ---- | ---- | ---- |
| UCI Europe Tour | 355e |      | 918e |